# Alexander H. Graham
Alexander Hawkins „Sandy“ Graham (* 9. August 1890 in Hillsborough, North Carolina; † 3. April 1977) war ein US-amerikanischer Politiker. Zwischen 1933 und 1937 war er Vizegouverneur des Bundesstaates North Carolina.

## Werdegang
Alexander Graham war der Enkel von William Alexander Graham (1804–1875), der unter anderem Gouverneur von North Carolina und US-Senator war. Nach einem Jurastudium an der Harvard University und seiner Zulassung als Rechtsanwalt begann er, in diesem Beruf zu arbeiten. Während des Ersten Weltkrieges diente er in der US Army. Politisch schloss er sich der Demokratischen Partei an. Zwischen 1921 und 1930 saß er als Abgeordneter im Repräsentantenhaus von North Carolina, dessen Speaker er 1929 wurde.
1932 wurde Graham an der Seite von John Ehringhaus zum Vizegouverneur von North Carolina gewählt. Dieses Amt bekleidete er zwischen 1933 und 1937. Dabei war er Stellvertreter des Gouverneurs und Vorsitzender des Staatssenats. Bei den Gouverneurswahlen des Jahres 1936 kandidierte er erfolglos in den Vorwahlen seiner Partei. Im Juli 1940 nahm er als Delegierter an der Democratic National Convention in Chicago teil, auf der Präsident Franklin D. Roosevelt zum dritten Mal als Präsidentschaftskandidat nominiert wurde. Zu den beiden folgenden Bundesparteitagen der Demokraten in den Jahren 1944 und 1948 war Graham Ersatzdelegierter. Von 1945 bis 1949 sowie nochmals zwischen 1953 und 1957 leitete er die staatliche Autobahnkommission und die Kommission für öffentliche Arbeiten (State Highway and Public Works Commission).  Er starb am 3. April 1977 und wurde in seinem Geburtsort Hillsborough beigesetzt.